# Beinn Trilleachan
Beinn Trilleachan är en kulle i Storbritannien.   Den ligger i kommunen Argyll and Bute och riksdelen Skottland, i den nordvästra delen av landet, 600 km nordväst om huvudstaden London. Toppen på Beinn Trilleachan är 839 meter över havet, eller 477 meter över den omgivande terrängen. Bredden vid basen är 4,5 km.
Terrängen runt Beinn Trilleachan är huvudsakligen kuperad.Runt Beinn Trilleachan är det mycket glesbefolkat, med 3 invånare per kvadratkilometer. Närmaste större samhälle är Ballachulish, 14,2 km norr om Beinn Trilleachan. I omgivningarna runt Beinn Trilleachan växer i huvudsak blandskog.